# D-Devils
D-Devils is een Belgische techno-act. Hun bekendste nummers zijn The 6th gate en Judgement Day.

## Geschiedenis
Met The 6th gate bereikte de groep in 2000 goud in België en Denemarken en platina in Griekenland. In Griekenland stond het nummer bovendien op 1 in de officiële hitparade. Daarnaast was het nummer ook populair in Nederland, Canada, Mexico, Brazilië en bij enkele radiostations in de Verenigde Staten.
In 2014 bracht Studio Brussel-presentator Gunther D een coverversie van The 6th gate uit. Die versie, ontstaan naar aanleiding van het WK voetbal in Brazilië, bereikte de eerste plaats in zowel de iTunes-hitlijst als in de Ultratop 50 (Vlaanderen).
Enkele jaren was het stil, maar vanaf 2019 maakte D-Devils een comeback met opvallende tracks als The Comet Is Coming, With Great Speakers (Comes Great Bass), en de albums Magic Kingdom en V for Vengeance. Het jaar 2023 markeerde het begin van een nieuw tijdperk, met samenwerkingen met gerespecteerde artiesten zoals Quintino en Reinier Zonneveld. Met Song 2, uitgebracht als D-Devils x Rumix x Highbreeze, bereikten ze bovendien meer dan 30 miljoen luisteraars.

## Discografie

### Singles
| Single met hitnotering(en) in de Vlaamse Ultratop 50 | Datum van verschijnen | Datum van binnenkomst | Hoogste positie | Aantal weken | Opmerkingen |
| ---------------------------------------------------- | --------------------- | --------------------- | --------------- | ------------ | ----------- |
| Odin's Odyssey                                       | 1998                  |                       |                 |              |             |
| Love Her At The Meat Parade                          | 1999                  |                       |                 |              |             |
| The 6th gate                                         | 2000                  | 29-07-2000            | 3               | 22           | Goud        |
| Judgement Day                                        | 2001                  | 17-02-2001            | 4               | 11           |             |
| Black Magic                                          | 2001                  |                       | tip8            |              |             |
| Sex & Drugs & House                                  | 2001                  | 27-10-2001            | 40              | 4            |             |
| Final Countdown                                      | 2001                  | 19-01-2002            | 50              | 1            |             |
| Release The Virgins                                  | 2002                  |                       |                 |              |             |
| The 6th Gate 2007                                    | 2007                  | 15-09-2007            | 48              | 1            |             |
| Dance With The Devils (The Games Are Open)           | 2014                  | 31-05-2014            | 24              | 5            |             |
| Killer Eyes                                          | 2019                  |                       |                 |              |             |

| Single met eventuele hitnotering(en) in de Nederlandse Top 40 | Datum van verschijnen | Datum van binnenkomst | Hoogste positie | Aantal weken | Opmerkingen                 |
| ------------------------------------------------------------- | --------------------- | --------------------- | --------------- | ------------ | --------------------------- |
| The 6th gate                                                  | 2000                  | 02-09-2000            | 27              | 22           | Nr. 27 in de Single Top 100 |
| Judgement Day                                                 | 2001                  | 03-03-2001            | 52              | 5            | Nr. 52 in de Single Top 100 |

### Albums
| Album met hitnotering(en) in de Vlaamse Ultratop 200 albums | Datum van verschijnen | Datum van binnenkomst | Hoogste positie | Aantal weken | Opmerkingen    |
| ----------------------------------------------------------- | --------------------- | --------------------- | --------------- | ------------ | -------------- |
| Dance With The Devil                                        | 2001                  | 21-04-2001            | 16              | 7            |                |
| No Future Without Us                                        | 2003                  |                       |                 |              | (enkel Canada) |
| In Power We Trust                                           | 2019                  |                       |                 |              | (enkel online) |

### Covers
- Dougal & Gammer - The 6th gate
- Gunther D - Dance With The Devils